# Saint-Pierre-du-Chemin
Saint-Pierre-du-Chemin ist eine französische Gemeinde mit 1.340 Einwohnern (Stand: 1. Januar 2022) im Département Vendée in der Region Pays de la Loire; sie gehört zum Arrondissement Fontenay-le-Comte und zum Kanton La Châtaigneraie. Die Einwohner werden Pétroviciniens genannt.

## Geographie
Saint-Pierre-du-Chemin liegt etwa 30 Kilometer nordnordöstlich von Fontenay-le-Comte. Am Nordrand der Gemeinde fließt der Lay. Umgeben wird Saint-Pierre-du-Chemin von den Nachbargemeinden Menomblet im Norden, La Forêt-sur-Sèvre im Norden und Nordosten, Moutiers-sous-Chantemerle im Osten, Breuil-Barret im Süden und Südosten, La Tardière im Süden und Südwesten, Cheffois im Westen und Südwesten sowie Réaumur im Westen.

## Bevölkerungsentwicklung
| Jahr                      | 1962 | 1968 | 1975 | 1982 | 1990 | 1999 | 2006 | 2013 |
| Einwohner                 | 1537 | 1511 | 1456 | 1409 | 1402 | 1404 | 1370 | 1348 |
| Quelle: Cassini und INSEE |      |      |      |      |      |      |      |      |

## Sehenswürdigkeiten
- Kirche Saint-Pierre aus dem 15. Jahrhundert
- Schloss La Ménardière aus dem 15. Jahrhundert
- Markthalle
- Waschhaus

Siehe auch: Liste der Monuments historiques in Saint-Pierre-du-Chemin

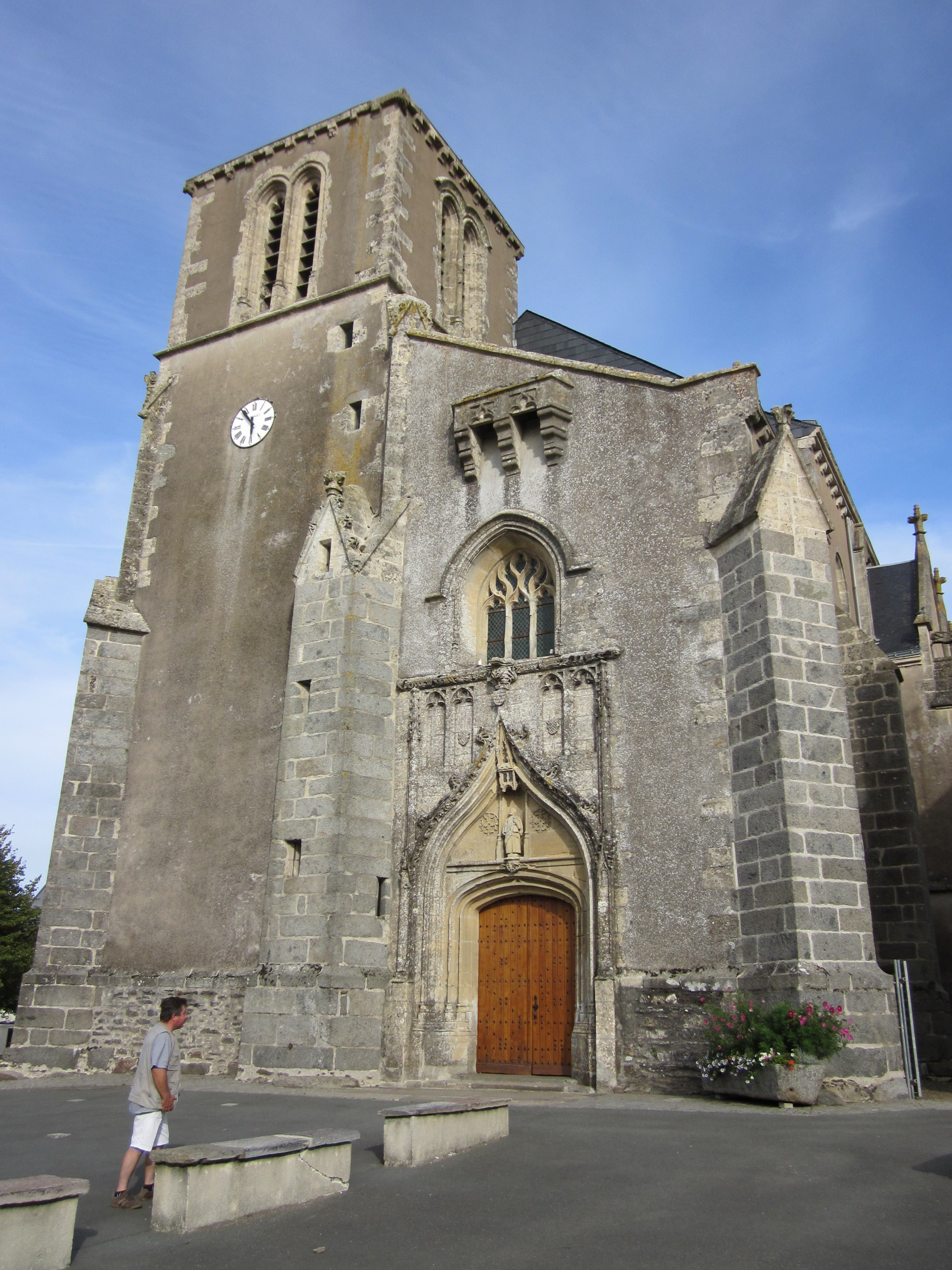
Kirche Saint-Pierre

## Persönlichkeiten
- Petrus Berchorius (um 1290–1362), Benediktinermönch, Enzyklopädist